# Аналитический учёт
Аналитический учёт (англ. Analytical accounting (records)) — учёт, который ведётся на лицевых, материальных и иных аналитических счетах бухгалтерского учёта, группирующих детальную информацию об имуществе, обязательствах и о хозяйственных операциях внутри каждого синтетического счёта.
Аналитический учёт — это система бухгалтерских записей, дающая детальные сведения о движении хозяйственных средств; строится отдельно по каждому синтетическому счёту. В отличие от синтетического учёта ведётся не только в стоимостных, но и в натуральных показателях.
Между аналитическим и синтетическими счетами существует взаимосвязь:
1. Сумма остатков по аналитическим счетам равна сумме сальдо соответствующего синтетического счета;
2. Сумма оборотов по дебету аналитических счетов равна обороту по дебету соответствующего синтетического счета;
3. Сумма оборотов по кредиту аналитических счетов равна обороту по кредиту соответствующего синтетического счета;
4. Если синтетический счёт активен, то и соответствующие ему аналитические счета тоже активны;
5. Если синтетический счёт пассивен, то и соответствующие ему аналитические счета тоже пассивны;
Контроль правильности ведения счетов осуществляется с помощью оборотной ведомости (оборотного баланса). Для её составления необходимо переписать с каждого счета данные об остатках на начало отчётного периода, оборотах и остатках на конец отчётного периода.
Данные аналитического учёта должны соответствовать оборотам и остаткам по счетам синтетического учёта. (Статья 8 Федерального закона от 21.11.1996 года № 129-ФЗ «О бухгалтерском учёте»)
По данным аналитического учёта можно следить за состоянием запасов каждого вида товарно-материальных ценностей, осуществлением расчётов с каждым поставщиком, подрядчиком, рабочим, дебитором, кредитором, подотчётным лицом и т. д.
В аналитическом учёте производственные расходы показываются по статьям и объектам калькуляции, что даёт возможность составлять отчётные калькуляции себестоимости выпускаемой продукции.
Натуральные показатели аналитического учёта дают возможность определять результаты инвентаризации, выявлять излишки или недостачи.
Примером аналитических субсчетов являются субсчета, открываемые к синтетическому счёту 08 «Вложения во внеоборотные активы»:
```
    08-1 "Приобретение земельных участков",
    08-2 "Приобретение объектов природопользования",
    08-3 "Строительство объектов основных средств",
    08-4 "Приобретение отдельных объектов основных средств",
    08-5 "Затраты, не увеличивающие стоимость основных средств",
    08-6 "Приобретение нематериальных активов",
    08-7 "Перевод молодняка животных в основное стадо",
    08-8 "Приобретение взрослых животных",
    08-9 "Доставка животных, полученных безвозмездно" и др.
```

В свою очередь, к каждому субсчёту открываются аналитические счета по каждому конкретному объекту вложения средств.